# (38425) 1999 RO230
1999 RO230 (asteroide 38425) é um asteroide da cintura principal. Possui uma excentricidade de 0.11928450 e uma inclinação de 12.00927º.
Este asteroide foi descoberto no dia 8 de setembro de 1999 por CSS em Catalina.